# Santo Tomás Hueyotlipan
Santo Tomás Hueyotlipan es una localidad del estado mexicano de Puebla. Es cabecera del municipio de Santo Tomás Hueyotlipan.

## Demografía
| Censo | Población |
| ----- | --------- |
| 1900  | 1 441     |
| 1910  | 1 416     |
| 1921  | 1 480     |
| 1930  | 1 543     |
| 1940  | 1 528     |
| 1950  | 1 829     |
| 1960  | 2 170     |
| 1970  | 2 502     |
| 1980  | 3 189     |
| 1990  | 3 800     |
| 1995  | 4 391     |
| 2000  | 4 523     |
| 2005  | 4 768     |
| 2010  | 5 176     |
| 2020  | 6 053     |